# Sífutás az 1964. évi téli olimpiai játékokon
Az 1964. évi téli olimpiai játékokon a sífutás versenyszámait Innsbruckban rendezték január 30. és február 8. között. Új versenyszámként a női 5 km-es táv került a programba.

## Részt vevő nemzetek
A versenyeken 24 nemzet 151 sportolója vett részt.
- Ausztria (AUT) (9)
- Bulgária (BUL) (6)
- Csehszlovákia (TCH) (5)
- Dánia (DEN) (1)
- Dél-Korea (KOR) (1)
- Egyesült Államok (USA) (7)
- Észak-Korea (PRK) (4)
- Finnország (FIN) (11)
- Franciaország (FRA) (5)
- Izland (ISL) (2)
- Japán (JPN) (4)
- Jugoszlávia (YUG) (4)
- Kanada (CAN) (4)
- Lengyelország (POL) (9)
- Magyarország (HUN) (3)
- Monaco (MON) (8)
- Nagy-Britannia (GBR) (6)
- Egyesített Csapat (EUN) (13)
- Norvégia (NOR) (8)
- Olaszország (ITA) (9)
- Románia (ROU) (1)
- Svájc (SUI) (7)
- Svédország (SWE) (11)
- Szovjetunió (URS) (13)

## Éremtáblázat
(Az egyes számoszlopok legmagasabb értéke, vagy értékei vastagítással kiemelve.)
| Az 1964. évi téli olimpiai játékok éremtáblázata sífutásban | Az 1964. évi téli olimpiai játékok éremtáblázata sífutásban | Az 1964. évi téli olimpiai játékok éremtáblázata sífutásban | Az 1964. évi téli olimpiai játékok éremtáblázata sífutásban | Az 1964. évi téli olimpiai játékok éremtáblázata sífutásban | Olimpia  |
| ----------------------------------------------------------- | ----------------------------------------------------------- | ----------------------------------------------------------- | ----------------------------------------------------------- | ----------------------------------------------------------- | -------- |
|                                                             | Ország                                                      | Arany                                                       | Ezüst                                                       | Bronz                                                       | Összesen |
| 1.                                                          | Szovjetunió (URS)                                           | 3                                                           | 1                                                           | 4                                                           | 8        |
| 2.                                                          | Finnország (FIN)                                            | 2                                                           | 2                                                           | 2                                                           | 6        |
| 3.                                                          | Svédország (SWE)                                            | 2                                                           | 2                                                           | 1                                                           | 5        |
|                                                             |                                                             |                                                             |                                                             |                                                             |          |
| 4.                                                          | Norvégia (NOR)                                              | 0                                                           | 2                                                           | 0                                                           | 2        |
|                                                             |                                                             |                                                             |                                                             |                                                             |          |
| Összesen                                                    | Összesen                                                    | 7                                                           | 7                                                           | 7                                                           | 21       |

## Érmesek

### Férfi
| Az 1964. évi téli olimpiai játékok érmesei férfi sífutásban |                                                                                        |           |                                                                                    |           |                                                                                         |           |
| Versenyszám                                                 | Arany                                                                                  | Arany     | Ezüst                                                                              | Ezüst     | Bronz                                                                                   | Bronz     |
| 15 km                                                       | Eero Mäntyranta · Finnország (FIN)                                                     | 50:54,1   | Harald Grønningen · Norvégia (NOR)                                                 | 51:34,8   | Sixten Jernberg · Svédország (SWE)                                                      | 51:42,2   |
| 30 km                                                       | Eero Mäntyranta · Finnország (FIN)                                                     | 1:30:50,7 | Harald Grønningen · Norvégia (NOR)                                                 | 1:32:02,3 | Igor Voroncsihin · Szovjetunió (URS)                                                    | 1:32:15,8 |
| 50 km                                                       | Sixten Jernberg · Svédország (SWE)                                                     | 2:43:52,6 | Assar Rönnlund · Svédország (SWE)                                                  | 2:44:58,2 | Arto Tiainen · Finnország (FIN)                                                         | 2:45:30,4 |
| 4 × 10 km, váltó                                            | Svédország (SWE) · Karl-Åke Asph · Sixten Jernberg · Janne Stefansson · Assar Rönnlund | 2:18:34,6 | Finnország (FIN) · Väinö Huhtala · Arto Tiainen · Kalevi Laurila · Eero Mäntyranta | 2:18:42,4 | Szovjetunió (URS) · Ivan Utrobin · Gennagyij Vaganov · Igor Voroncsihin · Pavel Kolcsin | 2:18:46,9 |

### Női
| Az 1964. évi téli olimpiai játékok érmesei női sífutásban |                                                                                   |         |                                                                            |           |                                                                 |           |
| Versenyszám                                               | Arany                                                                             | Arany   | Ezüst                                                                      | Ezüst     | Bronz                                                           | Bronz     |
| 5 km                                                      | Klavgyija Bojarszkih · Szovjetunió (URS)                                          | 17:50,5 | Mirja Lehtonen · Finnország (FIN)                                          | 17:52,9   | Alevtyina Kolcsina · Szovjetunió (URS)                          | 18:08,4   |
| 10 km                                                     | Klavgyija Bojarszkih · Szovjetunió (URS)                                          | 40:24,3 | Jevdokija Meksilo · Szovjetunió (URS)                                      | 40:26,6   | Marija Guszakova · Szovjetunió (URS)                            | 40:46,6   |
| 3 × 5 km, váltó                                           | Szovjetunió (URS) · Alevtyina Kolcsina · Jevdokija Meksilo · Klavgyija Bojarszkih | 59:20,2 | Svédország (SWE) · Barbro Martinsson · Britt Strandberg · Toini Gustafsson | 1:01:27,0 | Finnország (FIN) · Senja Pusula · Toini Pöysti · Mirja Lehtonen | 1:02:45,1 |